# Gare de Valmondois
La gare de Valmondois est une gare ferroviaire française de la ligne de Pierrelaye à Creil, située sur le territoire de la commune de Butry-sur-Oise, à la limite de Valmondois, dans le département du Val-d'Oise, en région Île-de-France.
C'est une gare SNCF desservie par les trains du réseau Transilien Paris-Nord (ligne H). Elle constitue une gare de bifurcation avec la ligne d'Ermont - Eaubonne à Valmondois.

## Situation ferroviaire
Établie à 28 m d'altitude, la gare de Valmondois est située au point kilométrique (PK) 36,806 de la ligne de Pierrelaye à Creil, entre les gares d'Auvers-sur-Oise et de l'Isle-Adam - Parmain. Elle est également la gare terminus (au PK 29,273) de la ligne d'Ermont - Eaubonne à Valmondois, dont la gare précédente est celle de Mériel.

## La gare
Elle est desservie par les trains du réseau Transilien Paris-Nord (ligne H).

## Histoire
La ligne de Paris à Lille fut ouverte le 20 juin 1846 par la Compagnie des chemins de fer du Nord. Cette ligne passait alors par la vallée de Montmorency avant de bifurquer vers le nord-est à Saint-Ouen-l'Aumône et de suivre la vallée de l'Oise. L'itinéraire actuel plus direct par la plaine de France et Chantilly n'a été mis en service qu'en 1859, n'accordant plus dès lors qu'un rôle de desserte secondaire à cet ancien itinéraire. La jonction d'Ermont à Valmondois via Saint-Leu-la-Forêt est ouverte en 1876, d'abord à voie unique, puis est doublée en 1889.
Sur le réseau Nord, l'électrification arrive sur la ligne de Paris à Lille via Creil le 9 décembre 1958 puis sur la ligne de Paris à Bruxelles via Compiègne et celle entre Paris, Mitry et Crépy-en-Valois en 1963.

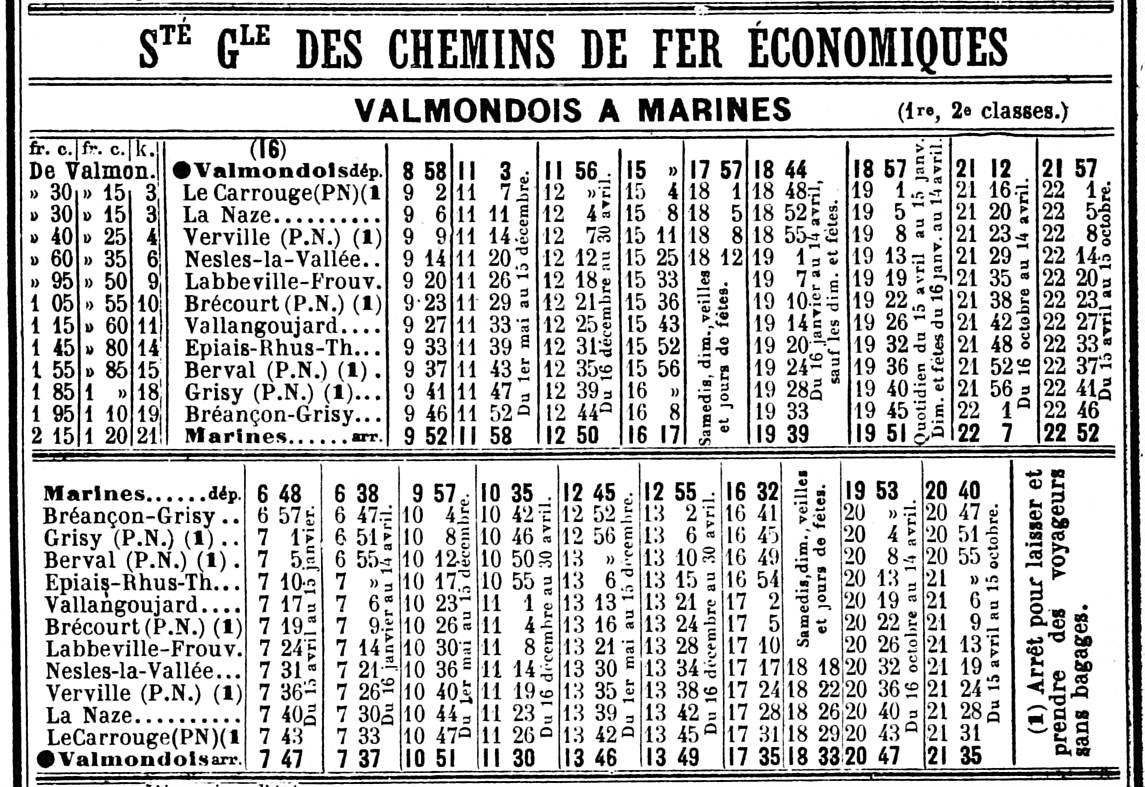
Les horaires de Valmondois à Marines, de la SGCFE, en mai 1914

La modernisation de l'itinéraire entre Paris-Nord et Pontoise est alors lancée avec pour but d'améliorer les performances de cette ligne dont la fréquentation est en hausse constante avec l'urbanisation croissante de la banlieue Nord et de faire disparaître les locomotives à vapeur 141 TC tractant les robustes mais spartiates voitures de type Nord à la fin de 1970. En avril/mai 1969, la traction électrique est en service de Paris à Pontoise et de Pontoise à Creil accompagnée de la signalisation par block automatique lumineux. Puis finalement, c'est au tour de l'antenne d'Ermont - Eaubonne à Valmondois en décembre 1970.
Valmondois était également la tête de ligne d'un chemin de fer secondaire à voie métrique exploité par la Société générale des chemins de fer économiques qui reliait la gare de Valmondois à Épiais-Rhus et Marines. La ligne fut inaugurée en 1886 (jusqu'à Épiais-Rhus), et prolongée à Marines en 1891. Trop fortement concurrencée par le développement des déplacements individuels et condamnée par sa vétusté, la ligne ferma en 1949.
En 2016, selon les estimations de la SNCF, la fréquentation annuelle de la gare est de 742 437 voyageurs, après 853 200 voyageurs en 2015 comme en 2014.

## Correspondances
La gare est desservie par les lignes 95-07 et 95-16 du réseau de bus du Vexin.

## Patrimoine ferroviaire
Le bâtiment voyageurs appartient à un type particulier érigé par la Compagnie du Nord sur la section d'Épinay à Montsoult - Maffliers et, avec quelques différences, sur la ligne d'Ermont - Eaubonne à Valmondois. Il s'agit d'un bâtiment asymétrique, proche des gares d'intérêt local, composé d'une étroite aile basse longitudinale et d'un corps de logis large de trois travées sous bâtière transversale ; la façade est en pierre. Comportant à l'origine sept travées avec une marquise en bois, l'aile basse a par la suite été allongée.

## Galerie de photographies

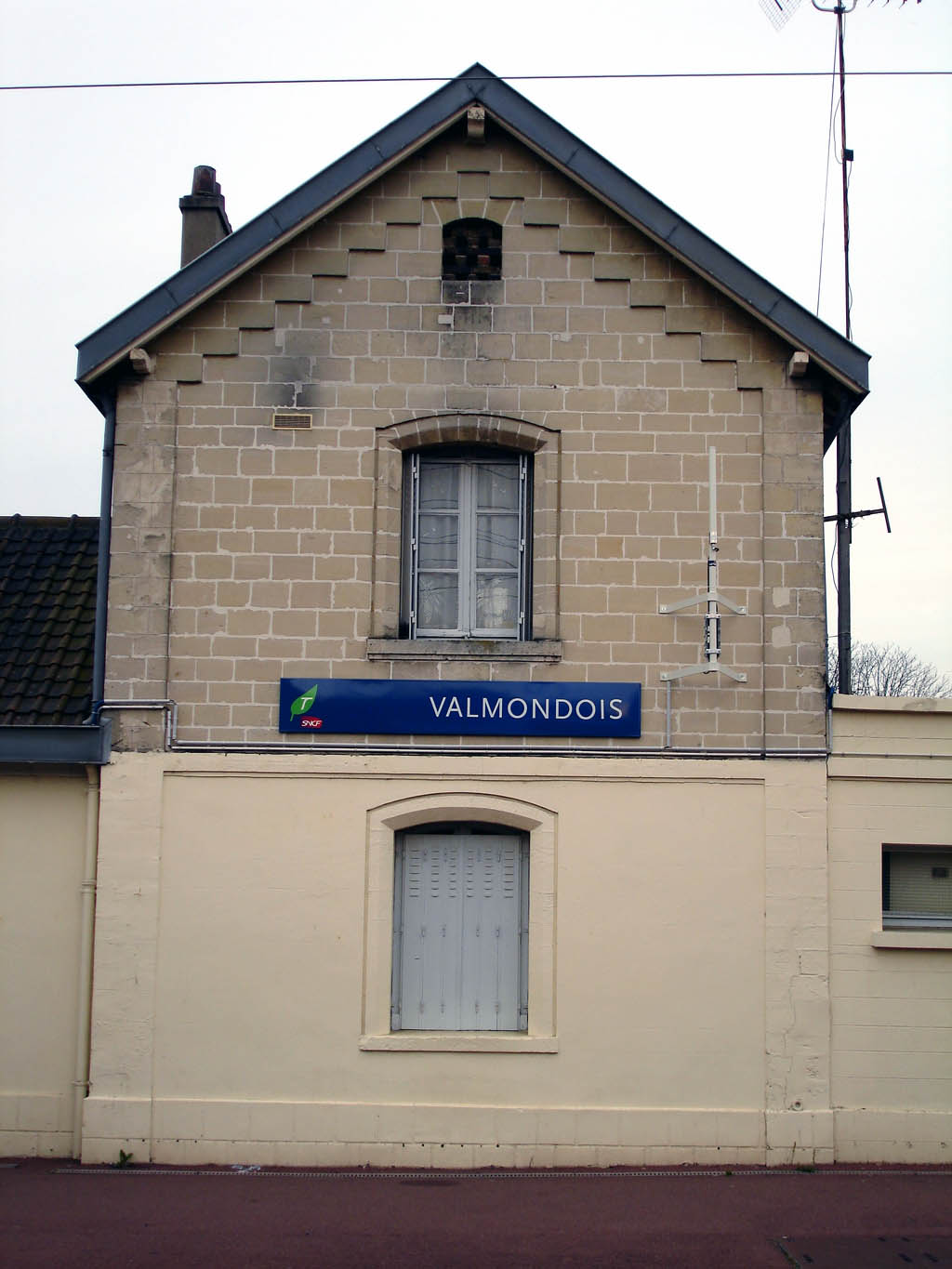
Panneau du nom de la gare sur un bâtiment.
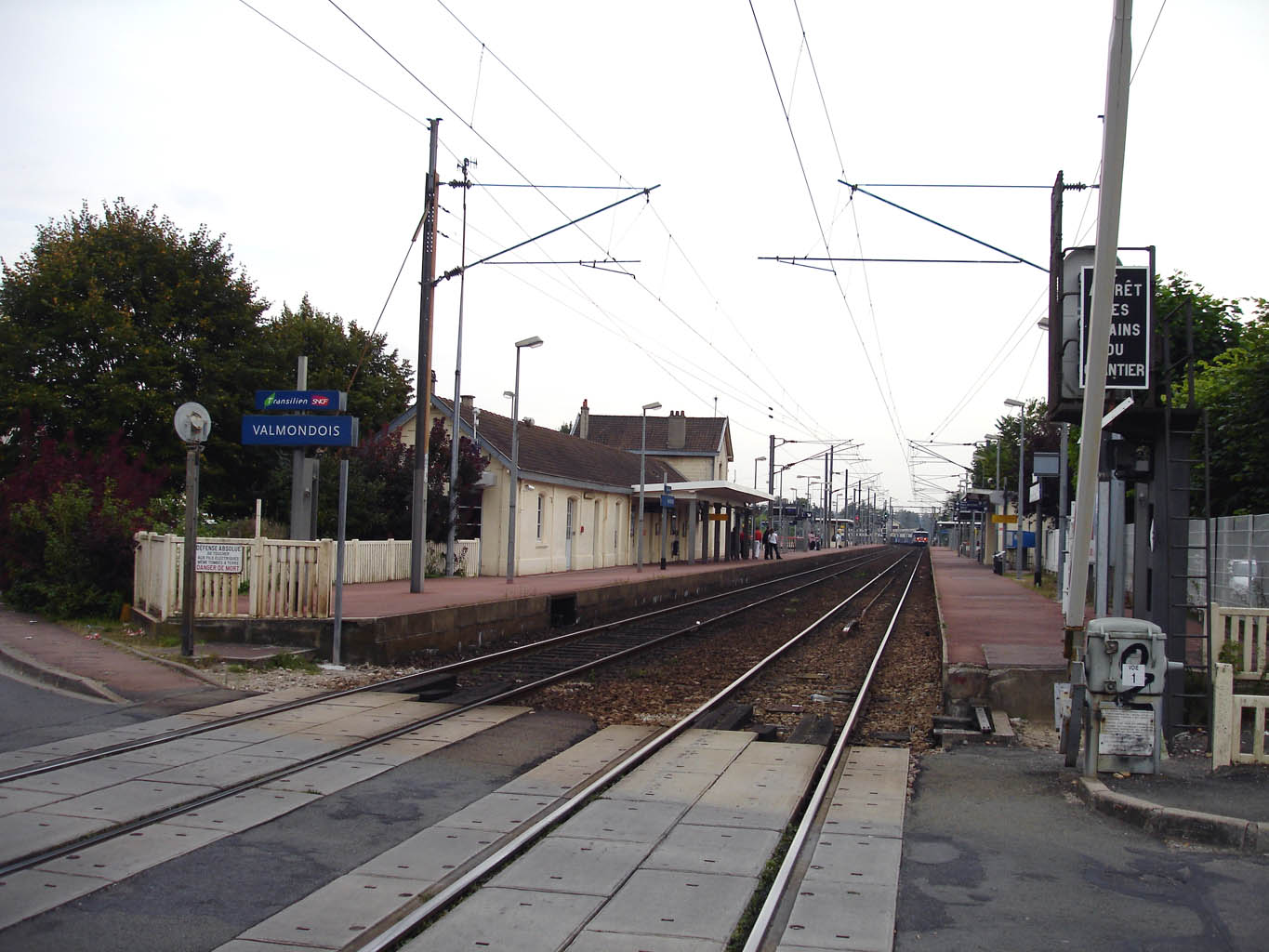
Vue d'ensemble des quais.
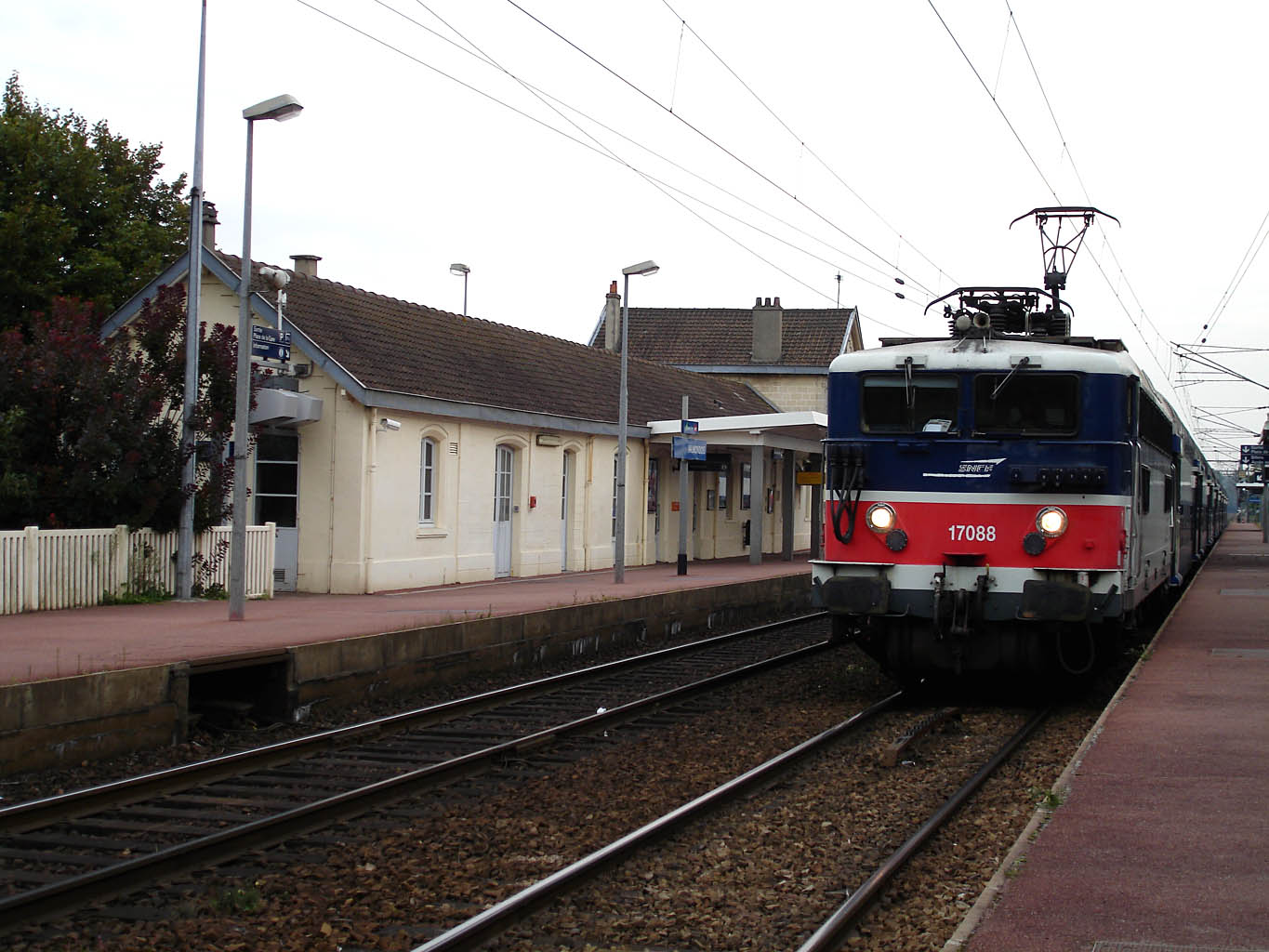
Train prêt au départ, tracté par une locomotive BB 17000.
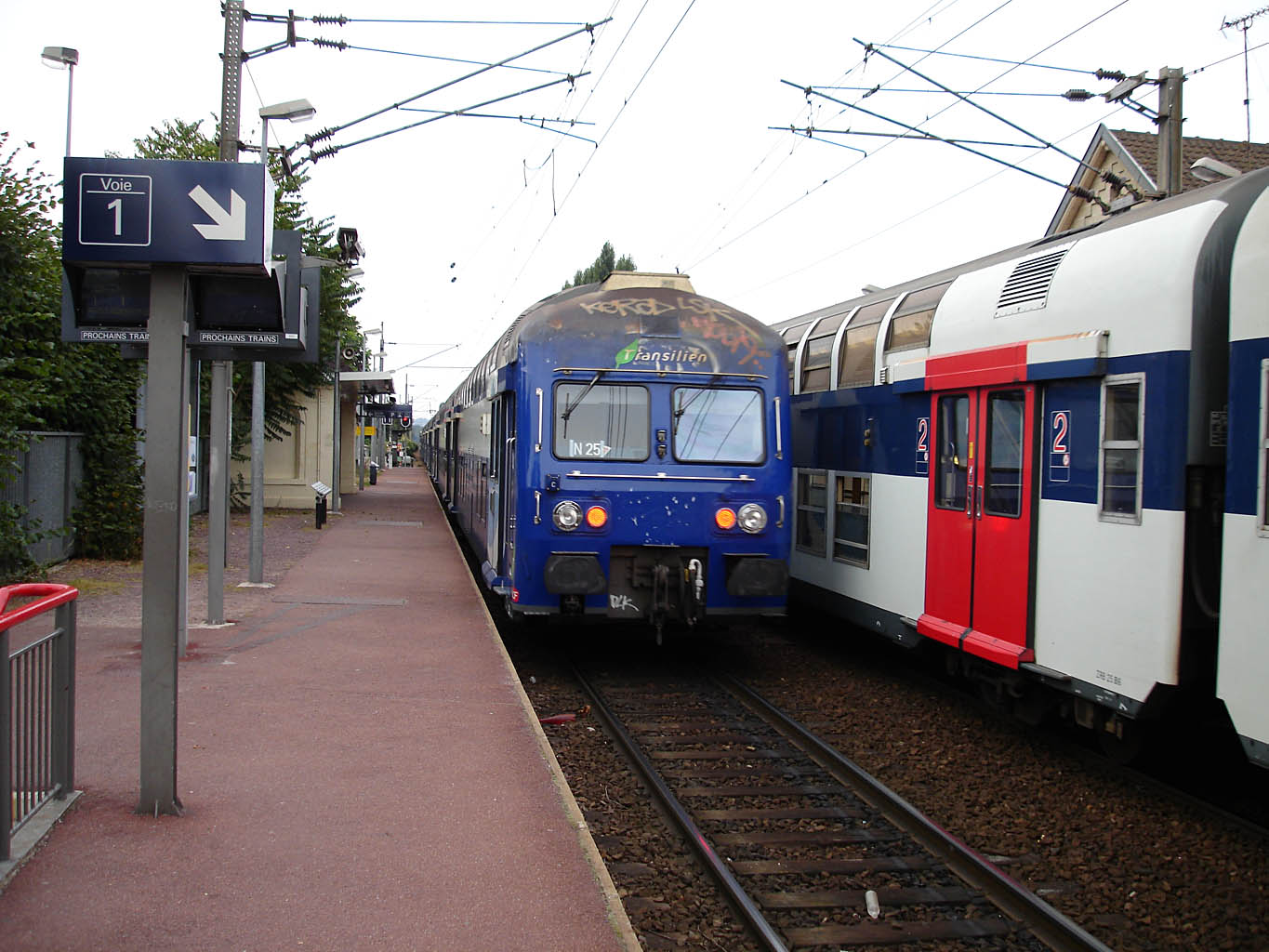
Trains en gare, constitués de VB 2N et de Z 20500.
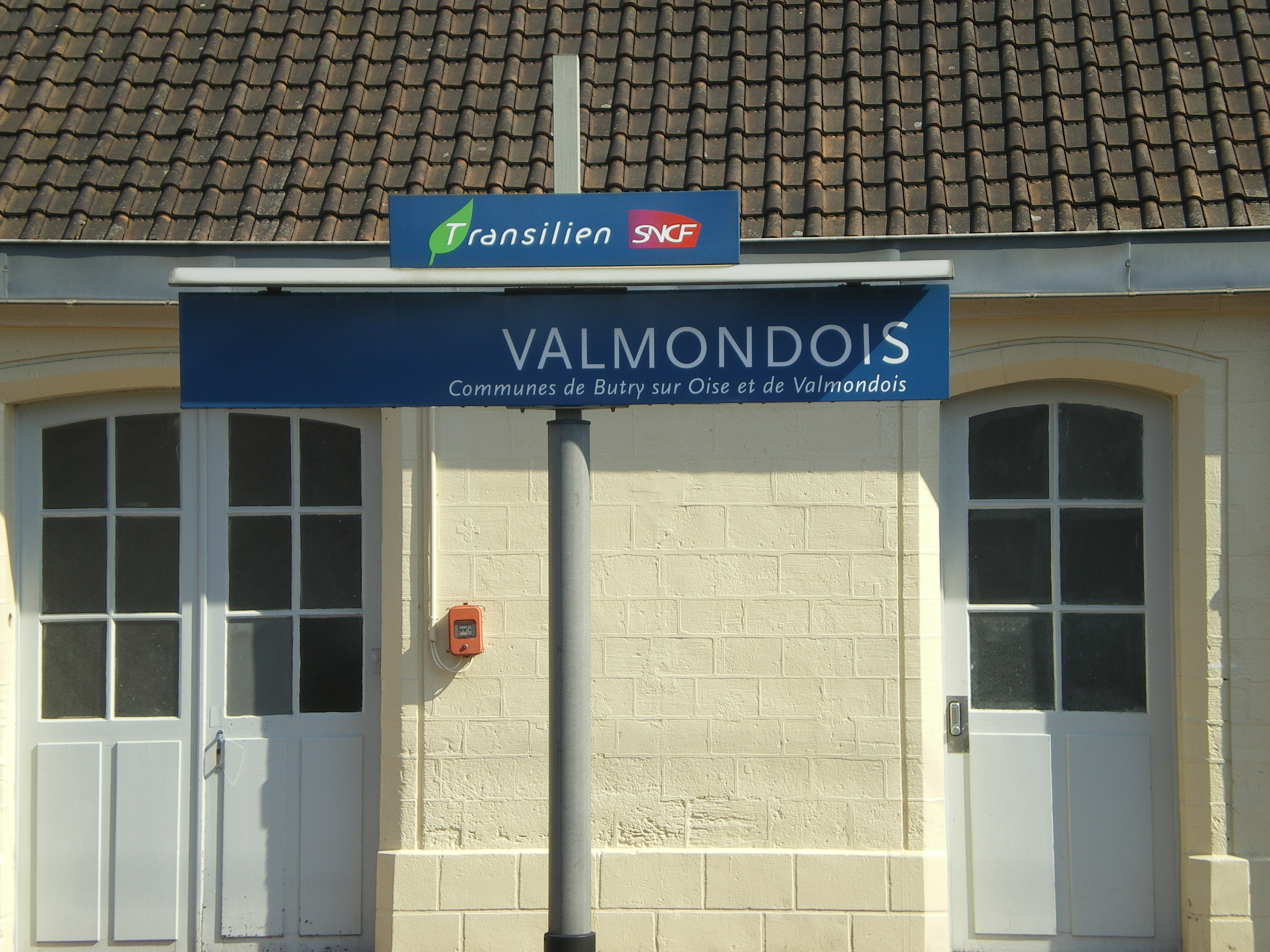
Autre panneau du nom de la gare, avec le nom des communes.